# Predikherenstraat (Brugge)

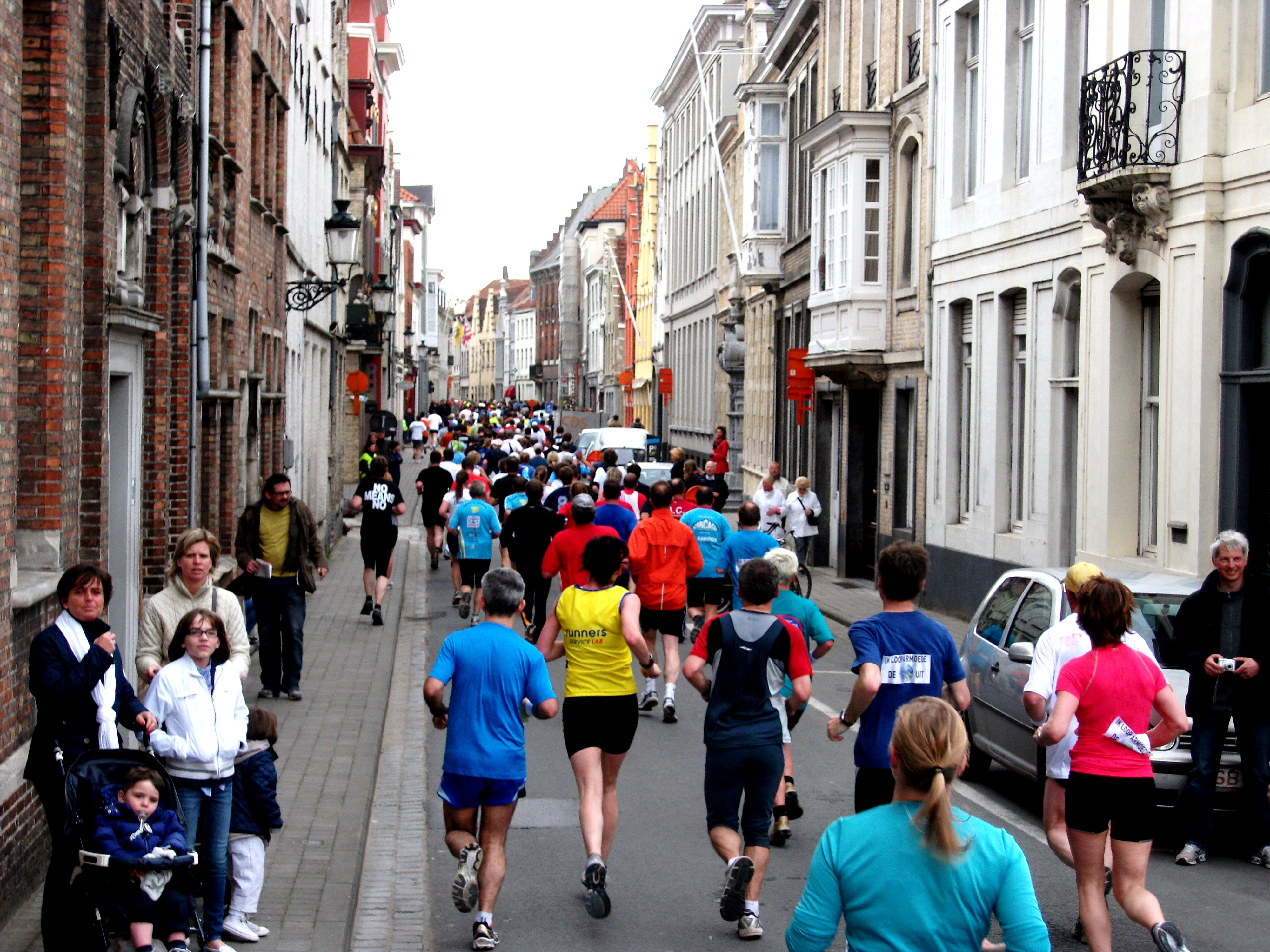
De Predikherenstraat tijdens de 30e editie van 'Dwars door Brugge'

De Predikherenstraat is een straat in Brugge.

## Beschrijving
In de twaalfde eeuw was er een lange straat die de Braambergstraat heette. Een deel ervan werd de Predikherenstraat.
Aan de kruising van de Braambergstraat en de Langestraat werd in 1236 een klooster gebouwd van paters predikheren of dominicanen. Het was onvermijdelijk dat de straat die erheen leidde Predikherenstraat werd genoemd, soms ook 'Jacobijnenstraat' (naar de naam van hun beroemde klooster in Parijs).
Ook nadat het klooster was opgeheven, de kerk in 1796 werd afgebroken en het bewaarde deel van het klooster gedeeltelijk als rijkswachtkazerne diende en gedeeltelijk als hotel, werd de naam behouden.
De Predikherenstraat loopt van de Braambergstraat naar de Langestraat. Sinds het midden van de 18de eeuw wordt ze onderbroken door de toen gegraven Coupure; op die plaats ligt de Predikherenbrug.

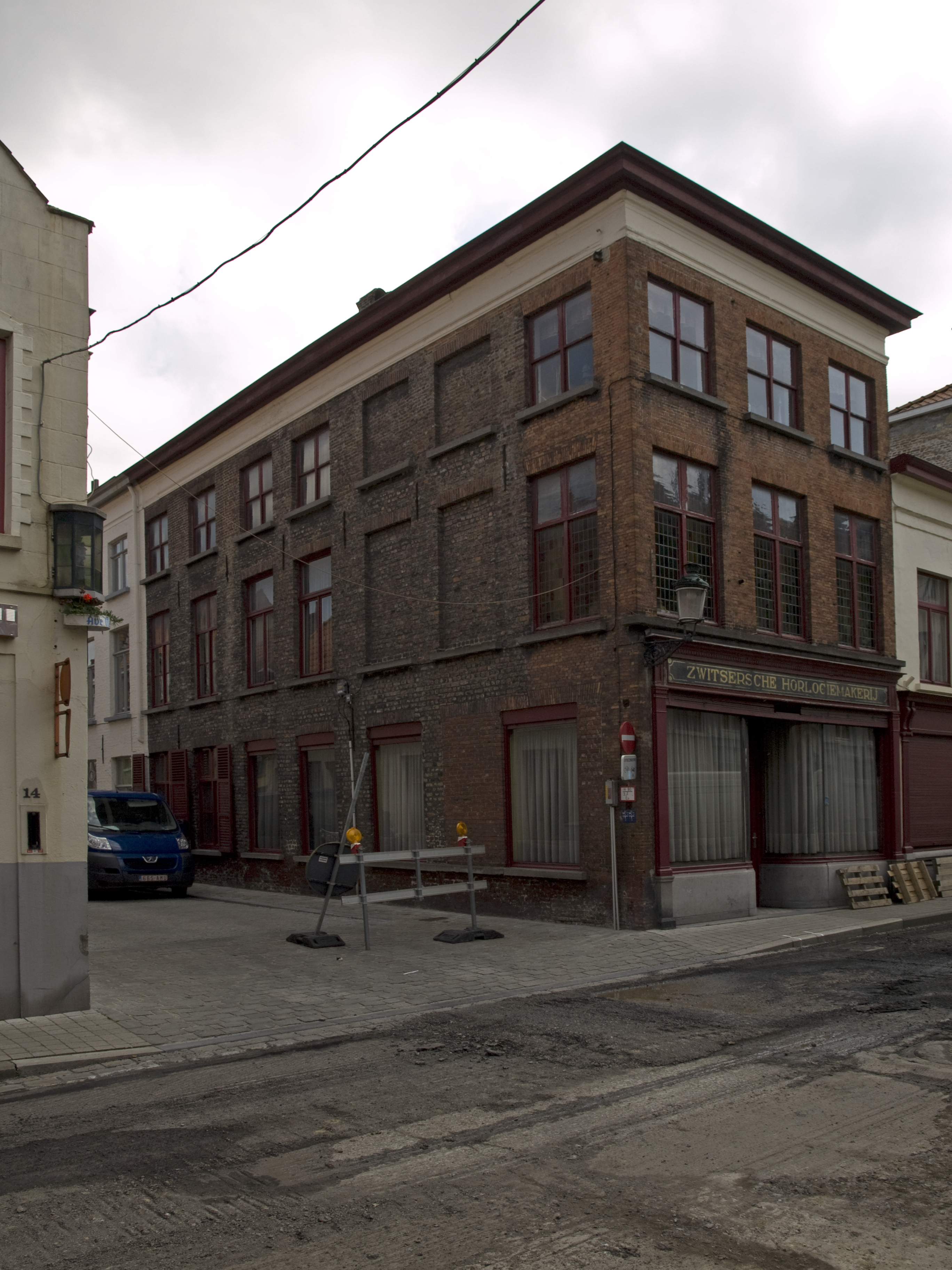
Predikherenstraat 12
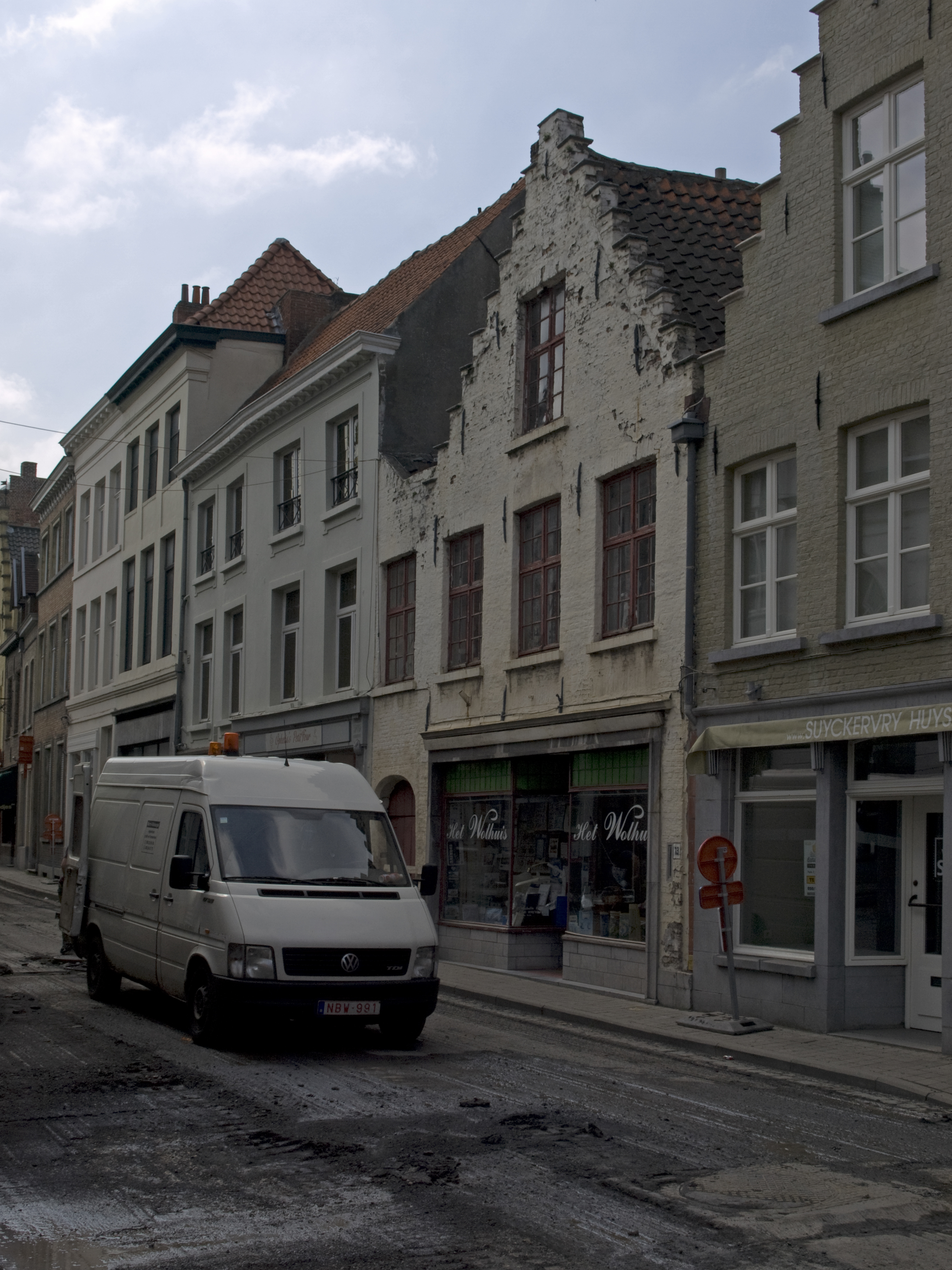
Predikherenstraat 13
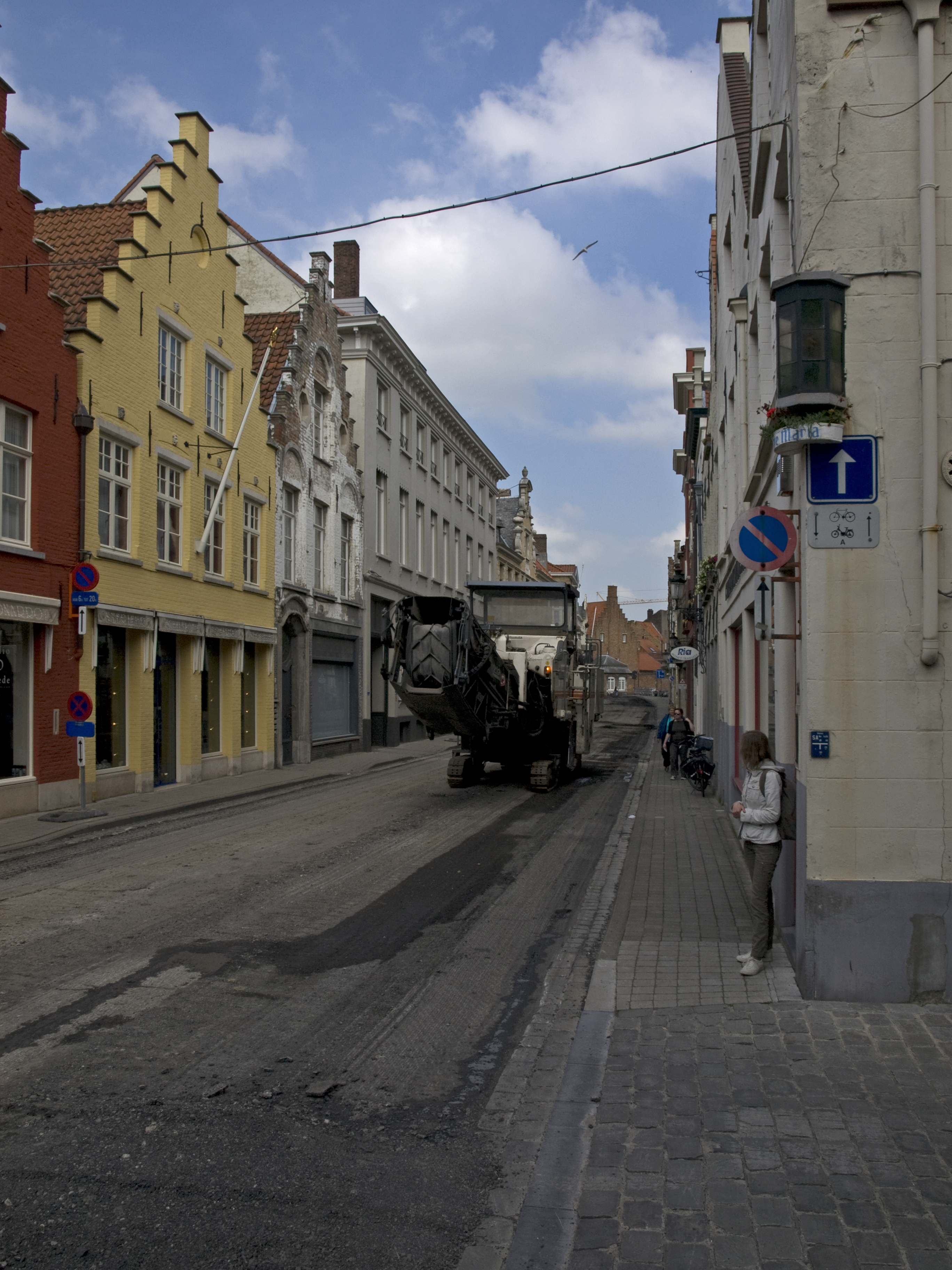
Predikherenstraat 21
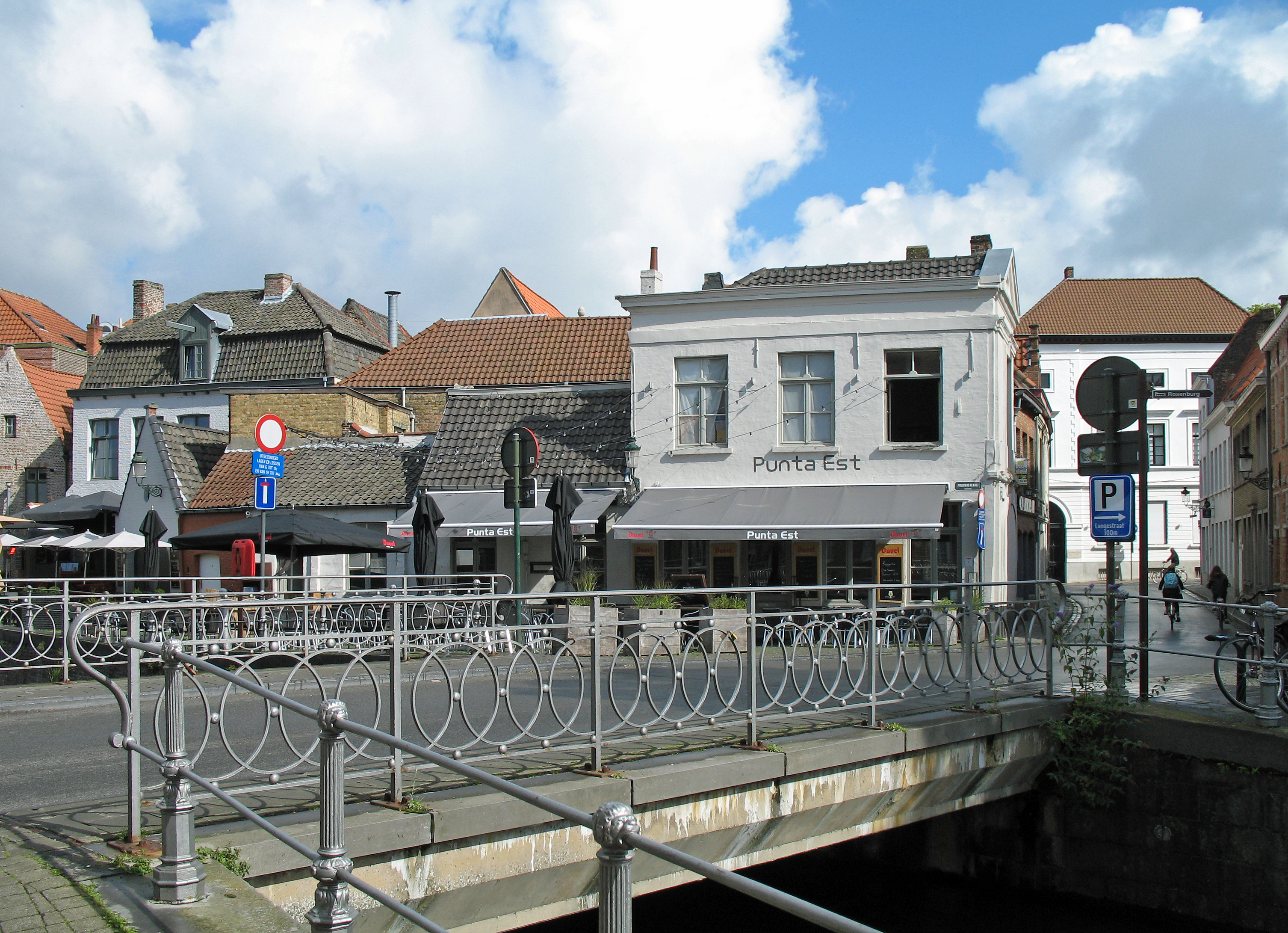
De Predikherenbrug